# Slowenien beim Eurovision Young Musicians
Übertragende Rundfunkanstalt
RTVSLO
Erste Teilnahme
1994
Bisher letzte Teilnahme
2018
Anzahl der Teilnahmen
14
Höchste Platzierung
1 (2010)
Dieser Artikel befasst sich mit der Geschichte Sloweniens als Teilnehmer des Wettbewerbs Eurovision Young Musicians.

## Regelmäßigkeit der Teilnahme und Erfolg im Wettbewerb
Slowenien nahm erstmals 1994 am Eurovision Young Musicians teil. Erstmals unter den besten drei konnte man sich im Jahr 2002 durch den Cellisten Karmen Pecar platzieren. Der erste Sieg gelang im Jahr 2010 durch die Flötistin Eva-Nina Kozmus.
2022 nahm Slowenien zum bisher einzigen Mal nicht am Eurovision Young Musicians teil. Grund hierfür waren finanzielle Schwierigkeiten des verantwortlichen Senders Radiotelevizija Slovenija (RTVSLO).
Im Juni 2023 gab RTVSLO zwar bekannt, dass Slowenien zum Wettbewerb zurückkehren werde, schlussendlich befand sich das Land jedoch nicht auf der offiziellen Teilnehmerliste.

## Liste der Beiträge
Farblegende: – 1. Platz. – 2. Platz. – 3. Platz. – ausgeschieden im Halbfinale/in der Qualifikation. – keine Teilnahme/nicht qualifiziert.
| Jahr      | Interpret                | Instrument               | Stücke | Platz Finale                                     | Platz Halbfinale                                 | Nationale Vorentscheidung |
| --------- | ------------------------ | ------------------------ | --- | ------------------------------------------------ | ------------------------------------------------ | ------------------------- |
| 1994      | Mate Bekavac             | Klarinette               | Solo de concours op. 10 von H. Rabasud | Ausgeschieden                                    | k. A. / 24                                       |                           |
| 1996      | Gal Faganel              | Cello                    | unbekannt | Ausgeschieden                                    | k. A. / 17                                       |                           |
| 1998      | Borut Zagoranski         | Akkordeon                | Concierto para bandoneon presto von Astor Piazzolla | k. A. / 8                                        | k. A. / 13                                       |                           |
| 2000      | Kristijan Kranjčan       | Cello                    | unbekannt | Ausgeschieden                                    | k. A. / 18                                       |                           |
| 2002      | Karmen Pecar             | Cello                    | Cello Concerto von Dmitri Shostakovitch | 3 / 7                                            | k. A. / 20                                       |                           |
| 2004      | Marina Golja             | Marimba                  | unbekannt | Ausgeschieden                                    | k. A. / 16                                       |                           |
| 2006      | Luka Šulič               | Cello                    | unbekannt | Ausgeschieden                                    | k. A. / 8                                        |                           |
| 2008      | Jan Gricar               | Saxophon                 | Fantasie sur un theme original von Jules Demersseman Aria & Improvisation von Blaz Pucihar Pequeña Czarda von Pedro Iturralde                                                     | k. A. / 7                                        | k. A. / 16                                       |                           |
| 2010      | Eva-Nina Kozmus          | Flöte                    | Konzert für Flöte, 3. Satz Allegro scherzando von Jacques Ibert | 1 / 7                                            | k. A. / 15                                       |                           |
| 2012      | Blaž Šparovec            | Klarinette               | Premiere Rhapsodie von Claude Debussy Clair 1 von Franco Donatoni | Ausgeschieden                                    | k. A. / 14                                       |                           |
| 2014      | Urban Stanič             | Klavier                  | Grande polonaise brillante, Op. 22 E-dur flach von Frédéric Chopin | 2 / 14                                           | k. A. / 7                                        |                           |
| 2016      | Zala Vidic               | Cello                    | Rococo Variations, VI: Andante, VII e coda: Allegro Vivo von Pjotr Tschaikowski                                                                                                   | k. A. / 11                                       | Direkt für das Finale qualifiziert               | Nationaler Vorentscheid   |
| 2018      | Nikola Pajanović         | Violine                  | Caprice No. 7 von Niccolò Paganini Tambourin Chinois von Fritz Kreisler Sonata for violin solo No 3 von Eugène Ysaÿe 3rd mvt from Violin Concerto von Pjotr Iljitsch Tschaikowski | 2 / 6                                            | k. A. / 9                                        | Nationaler Vorentscheid   |
| 2020      | Sebastijan Buda          | Horn                     | Absage wegen der COVID-19-Pandemie durch die EBU | Absage wegen der COVID-19-Pandemie durch die EBU | Absage wegen der COVID-19-Pandemie durch die EBU | Nationaler Vorentscheid   |
| 2022 2024 | Auf Teilnahme verzichtet | Auf Teilnahme verzichtet | Auf Teilnahme verzichtet | Auf Teilnahme verzichtet                         | Auf Teilnahme verzichtet                         | Auf Teilnahme verzichtet  |

## Nationale Vorentscheidungen
Slowenien wählte seit 2016 alle Teilnehmer durch einen Nationalen Vorentscheid aus.

## Impressionen

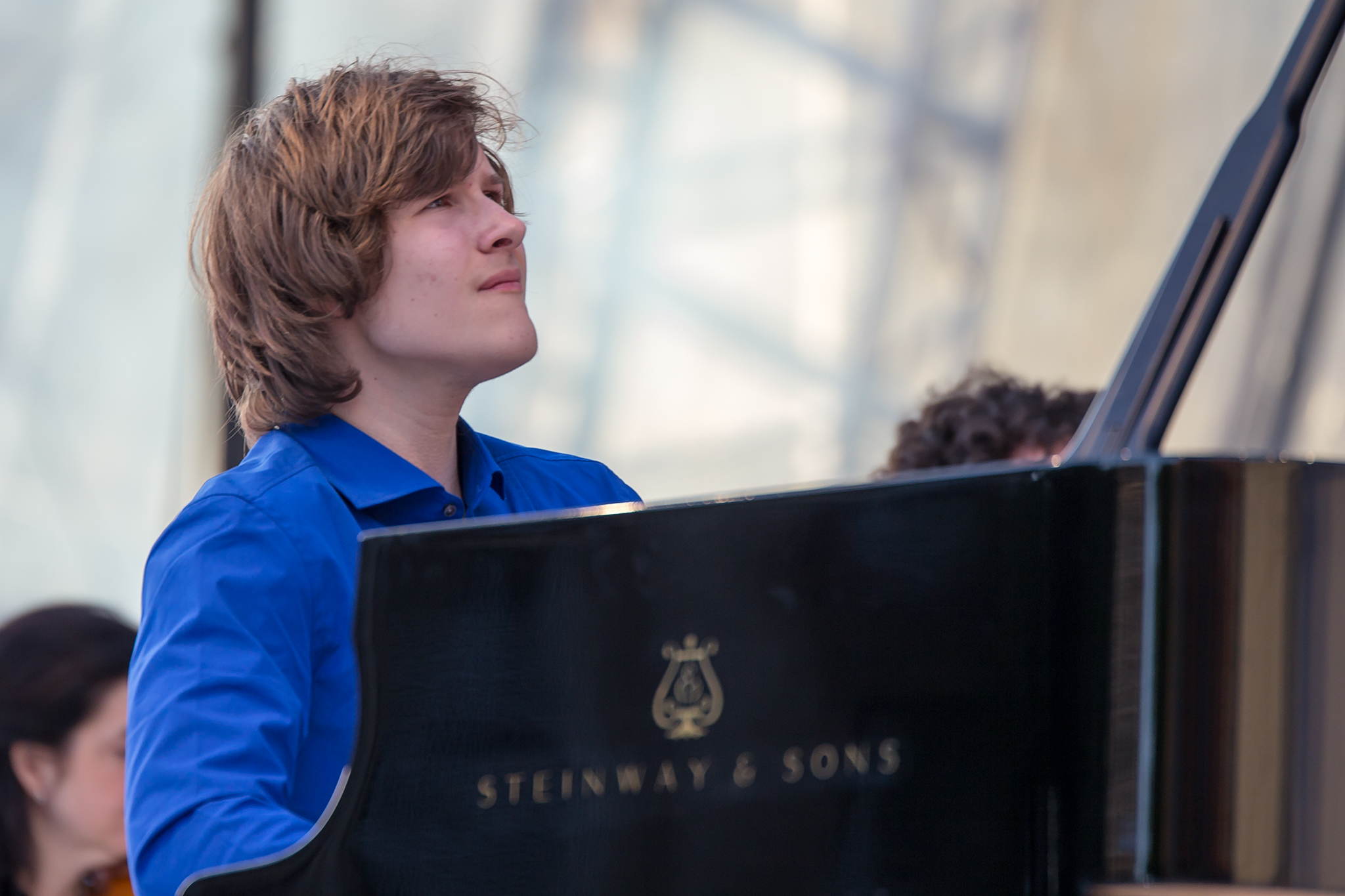
Urban Stanič 2014
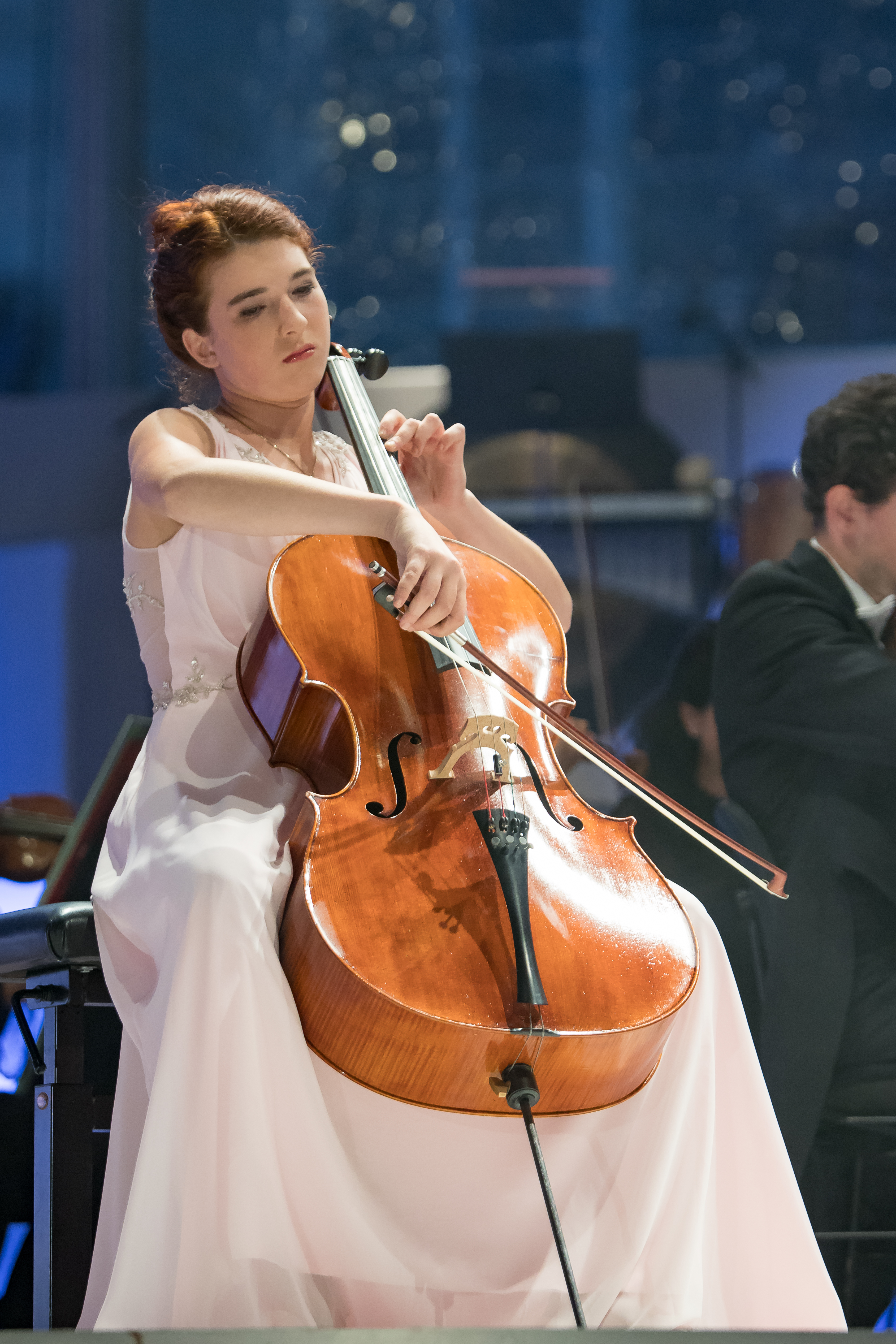
Zala Vidic 2016